# Zabawa w gospodę
Zabawa w gospodę (z niem. wirtschaft, wirtshaus, spolszczone jako wircauz) – zabawa obecna na dworach polskich w ok. XVII wieku. Uczestnicy losowali role, np. kupca, Maura, Turka, odźwiernego. Zabawa ta występowała na dworach magnackich, a nawet na dworze królewskim; bawił się tak m.in. król Władysław IV Waza, król Jan II Kazimierz Waza i książę Jeremi Wiśniowiecki.